# Albert Fernand Renault
Pour les articles homonymes, voir Renault.
Albert Fernand Renault, né le 16 juin 1887 à Paris où il est mort le 26 novembre 1963, est un peintre français.

## Biographie
Albert Fernand Renault est le fils de Louis André Renault, artiste peintre, et d'Anathalie Eugénie Cancoin.
Élève de Fernand Cormon, d'Henri-Achille Zo, de Jules Adler, de Joseph Bergès et d'Eugène Narbonne, il expose au Salon à partir de 1913. Il y reçoit une médaille d'argent en 1928, une médaille d'or en 1931 et une autre, en 1937,  à l'Exposition universelle.
En 1918, son frère André Edmond est mort pour la France ; la même année, Albert Fernand épouse Amable Hortense Pironin (1890-1963).
En 1931, il est professeur honoraire de la ville de Paris et son épouse Hortense est artiste peintre ; ils habitent au no 3 de la rue des Poitevins.
Il est récompensé du Prix Jean-Jacques-Henner en 1934.
Il meurt à son domicile de la rue Jules-Chaplain à l'âge de 76 ans. Il est inhumé au cimetière de Bagneux.

## Distinctions
- Officier d'académie (14 juillet 1928)
- Officier de l'Instruction publique (15 juillet 1933)
- Chevalier de l'ordre des Arts et des Lettres[7]